# Symbion americanus
Symbion americanus är en djurart som tillhör fylumet ringbärare, och som beskrevs av Obst, Funch och Kristensen 2006. Symbion americanus ingår i släktet Symbion och familjen Symbiidae. Inga underarter finns listade i Catalogue of Life.
Arten är kopplad till den amerikanska hummern (Homerus americanus) där den är fäst på håriga utväxter vid värdens mun. Allmänt förekommer flera tusen exemplar i samma värd.
Individerna har en trattformig fot med en sugskiva vid värdens håriga utskott. En äggformig huvuddel med små äggformiga utskott på toppen som föreställer individens larver. I motsats till den andra arten i samma släkte, Symbion pandora, har några av dessa larver ytterligare små utskott som i artens vetenskapliga beskrivning fick beteckningen "tår".
Symbion americanus borde ha samma utbredningsområde som den amerikanska hummern, alltså västra Atlanten från Labrador i norr North Carolina i söder.